# Lipán M3
Lipán M3 — аргентинський безпілотний літак, призначений для виконання завдань збору інформації, розвідки і вказання цілей в будь-який час доби. Перебуває на озброєнні аргентинської армії. Може вести розвідку в темний час доби.

## Історія
Роботи над проектом проводилися з 1996 року. Вперше БПЛА Lipán надійшов на озброєння спеціального розвідувального авіазагону аргентинських сухопутних військ, дислокованого на військовій базі Кампо-де-Майо (провінція Буенос-Айрес), в грудні 2007 року.

## Конструкція
Радіус дії БПЛА — 40 км, максимальна злітна вага дрона — 60 кг, здатний нести корисне навантаження масою 20 кілограмів. БПЛА оснащений німецьким двигуном і американським автопілотом. Оснащення включає в себе систему зв'язку, яка дозволяє передавати відеоінформацію з високою роздільною здатністю, електронно-оптичні та інфрачервоні камери. Максимальна тривалість польоту становить від трьох до п'яти годин в залежності від модифікації.
Комплекс системи Lipán M3 складається з трьох апаратів, наземного пункту управління і пускової установки.

## Тактико-технічні характеристики
- Розмах крила — 4,6 м
- Довжина — 3,55 м
- Злітна маса — 60 кг
- Маса корисного навантаження — 20 кг
- Максимальна висота польоту — 2000 м
- Максимальна швидкість — 170 км/год
- Радіус дії — 40 км
- Час польоту — до 5 годин